# Ascender
Ascender è una serie a fumetti creata dall'autore canadese Jeff Lemire (testi) e dall'artista Dustin Nguyen, pubblicata dalla casa editrice statunitense Image Comics dal 24 aprile 2019. L'opera è un sequel della serie Descender, realizzata dagli stessi Lemire e Nguyen tra il 2015 e il 2018.
La storia si colloca dieci anni dopo la conclusione di Descender, l'ambientazione rimane la stessa, ovvero l'insieme di pianeti che formavano una federazione tecnologicamente avanzata denominata UGC, ma la società è stata radicalmente cambiata dopo gli eventi cataclismatici causata dagli enormi robot denominati Harvesters. La tecnologia è quasi totalmente scomparsa e al suo posto è tornata la Magia come mezzo per esercitare il potere e manipolare una civiltà tornata ad una economia prevalentemente agricola. La protagonista è Mila una bambina nata da Andy ed Effie, due personaggi introdotti nella serie Descender.

## Trama
Il primo arco narrativo è denominato "The Hunted Galaxy" (o La galassia infestata) e si colloca 10 anni dopo gli eventi narrati nella serie Descender. Il secondo è "The Dead Sea" (o Il Mar Morto).

### The Hunted Galaxy
L'attacco punitivo dei Descenders nei confronti degli esseri biologici della federazione di pianeti denominata UGC ha decimato la sua popolazione e distrutto i centri urbani e governativi più importanti. Nell'arco di 10 anni vi è stato così il collasso socio-politico dell'UGC e il ritorno ad una civiltà pre-tecnologica. Vi è una nuova catena di potere e il dominio su quella parte della Galassia denominata "Megacosm" è in mano ad una Strega vampiro conosciuta come "Mother" (ovvero Madre). La sua roccaforte si trova in orbita su Mata, da qui governa usando la Magia e servendosi di una setta di fedeli discepoli. Si tratta dei Vamps, vampiri il cui generale Vix è il più alto in grado. La Madre ha approfittato dell'apocalisse causata dallo sviluppo scientifico e robotico per bandire ogni forma di tecnologia e combatte ferocemente tutti coloro che si ribellano al nuovo ordine. I voli interplanetari con astronavi e la propulsione "spaceshift" sono proibite, i nuovi mezzi di trasporto sono ora delle creature esotiche e magiche molto simili a dei draghi. Vengono riprodotte e allevate su Knossos ed è privilegio di pochi usarle. Esiste però una forma di resistenza ancora fedele al vecchio ordine dell'UGC e che finora non è stata scovata nonostante l'uso di potenti arti arcane e del Consiglio delle Madri. Questo è formato dagli spiriti di Streghe del passato, ora decedute ma che possono essere convocate dalla Madre e hanno poteri divinatori. Dopo aver catturato vivo un membro della resistenza, si viene a scoprire che i ribelli riescono a nascondersi grazie all'aiuto di un mago il cui potere equivale quello della Madre.
Mila è una bambina che vive sul pianeta Sampson insieme al padre Andy, mentre la madre Effy è morta su Dirishu-6 quando aveva solo sei anni. La sua etnia è di origine terrestre in quanto in epoca molto antica Sampson fu colonizzato da esseri umani provenienti dal Pianeta Terra ed Andy ne è un discendente. Il sogno della bambina è di poter viaggiare nello spazio e tornare ad avere la tecnologia che fino a 10 anni prima aveva prosperato in quella porzione della Galassia. Andy non ha voluto che lui e la figlia entrassero a far parte dei discepoli della Madre, chiamati the Saved (i salvati), ma per operare nel commercio, avere un ruolo sociale e un minimo di diritti bisogna aderirvi. Mila vive quindi isolata insieme al padre in una baita di montagna. Non è a conoscenza che il genitore era stato il proprietario di Tim-21, un robot al centro dell'apocalisse avvenuta 10 anni prima. Un giorno la loro sicurezza viene compromessa in quanto vicino alla loro abitazione precipita Bandit, un cane robot appartenuto ad Andy da bambino e che è sparito insieme a Tim-21 da 10 anni. La sua presenza viene subito individuata dalla rete magica che controlla e analizza la presenza di tecnologia sui pianeti. Andy capisce che sono compromessi ma l'arrivo di una squadra di guerrieri capitanata da un Vamp è quasi immediata. Comincia così una fuga disperata attraverso i boschi, la destinazione è il porto sull'Oceano che si trova non molto distante da quella Zona. Fortunatamente Andy ha conservato l'arma che usava quando era uno Scrapper, riesce quindi a difendersi e a fuggire con la figlia. Sfruttando la sua esperienza come ex-cacciatore di Robot e mercenario riesce a raggiungere la zona portuale conosciuta come The Ports. Qui deve spera di trovare un ex-ufficiale dell'esercito dell'UGC, ovvero Telsa colei che conosce la sua storia è ha partecipato attivamente agli eventi della guerra Macchine-Umani. La ricerca ha successo e trova Telsa assopita sul ponte di una barca e reduce da una sbornia. La donna che conosceva sembra profondamente cambiata, ha perso la voglia di combattere e non è disposta a rischiare la sua vita per quella di Andy e sua figlia. Mentre discutono sull'imbarcazione vengono però individuati dalla Milizia (soldati fedeli alla Madre). Telsa e la sua compagna Helda sono costrette a lottare. Nella concitazione della lotta Andy viene trafitto da una lancia e cade in mare. La barca riesce però a salpare con a bordo una Mila sconvolta, il cane robot Bandit, Telsa e Helda.

### The Dead Sea

Telsa, Mila e Helda nell'illustrazione di copertina di "Ascender Volume Due: Il Mare Morto". Disegno di Dustin Nguyen. Edizione italiana © 2020 BAO Publishing.

Il corpo di Andy viene recuperato in mare dalla Milizia e rendendosi conto che è ancora vivo decide di curarlo chiamando uno stregone guaritore. Si tratta di un medico capace di compiere miracoli usando le arti arcane e riesce a curare in poco tempo la grave ferita riportata dal padre di Mila. Una volta ripresosi Andy viene rinchiuso un recinto prigione insieme ad altri prigionieri, servono come cibo per i vampiri. La Madre decide di recarsi personalmente sul pianeta Sampson per condurre personalmente l'indagine che riguarda lo strano arrivo sul pianeta di un cane Robot, ovvero Bandit. La sua preoccupazione riguarda la profezia nefasta pronunciata dal Consiglio delle Madri che l'ha avvertita di una grave minaccia per il suo regno e la prima avvisaglia è destinata a manifestarsi sotto forma di un "segugio". Quando la Madre arriva alla zona dei porti (The Ports), la nave di Telsa è già salpata da un'ora e si sta dirigendo in un luogo dove potrebbero trovarsi ancora delle navi per i viaggi spaziali. Il viaggio in alto mare si rivela più pericoloso del previsto, l'imbarcazione viene attaccata da esseri marini anfibi denominati Werewhales. Si tratta di animali predatori che sembrano creature ibride tra lupi e delfini e riescono a balzare a bordo trascinando in acqua Telsa che però finisce inghiottita da un'enorme balena. Nelle fauci dell'enorme creatura crede di non avere più speranza e medita di suicidarsi con una pillola che porta con sé da anni, pronta per essere usata nel caso venisse morsa da un vampiro ed evitare così di trasformarsi anch'essa in una di quelle mostruosità. Prima del gesto fatale arriva in suo soccorso Helda che ha squarciato la carne della balena per raggiungere la sua amata all'interno nella speranza che non l'avesse ancora digerita. Il gesto disperato funziona e raggiunge Telsa.
Mentre Andy è prigioniero fa un'agghiacciante scoperta, la moglie Effy non è morta su Dirishu-6 sei anni prima ma è stata trasformata in un vampiro e ora è nelle schiere dei Vamps, truppe controllate e devote alla Madre. Effy sembra non riconoscerlo e vorrebbe nutrirsi del suo sangue. Viene fermata dalla stessa Madre che vuole sapere da lui dove si trovano Mila e Bandit. Usando i suoi poteri riesce a scandagliare la sua mente ripercorrendo tutta la storia di Andy da quando era un bambino con Tim-21 agli eventi più recenti avvenuti su Sampson. Non può però mettersi subito all'inseguimento dell'imbarcazione di Telsa in quanto viene richiamata nella sua roccaforte su Mata. Vi è stata, in sua assenza, un'irruzione dei ribelli i quali si sono introdotti nel suo covo e hanno distrutto le sfere che contengono gli spiriti del Consiglio delle Madri. Quando arriva è ormai tardi, le loro anime sono andate perdute ma qualcuno di molto potente ed esperto nelle arti arcane le deve aver aiutati a bypassare le misure di sicurezze costituite da potenti incantesimi. Per cercare di capire chi possa avere pianificato un attacco magico di questo livello, la Madre si reca nel Deserto Nero, un territorio che si trova in un'altra dimensione, dimora della La Terra delle Cose Morte. Qui ripercorre la sua vita e quella delle altre streghe, da quando era una bambina di scarso potenziale a quando ha preso il potere uccidendo la prescelta della Congrega, ovvero la sorella. La sua ricerca la porta a trovarsi di fronte proprio colei che aveva ucciso a tradimento. La potente strega gli rivela che è stata lei ad abbassare le difese della sua roccaforte e a condurre i ribelli nella stanza delle sfere (contenitori per gli spiriti delle Madri). Dopo che sono state distrutte ha assorbito lei tutta l'energia delle anime delle altre Madri, una concentrazione di potere tale che gli ha permesso di tornare in vita all'apice della giovinezza e delle sue capacità magiche. La Madre prova ad attaccarla ma è una lotta impari e viene subito sottomessa da quella che è sempre stata la strega più potente della Congrega.

## Personaggi
- Mother (la Madre): una strega vampiro che domina quella parte della Galassia che era accorpata nella federazione di nove pianeti riuniti sotto un concilio denominato UGC[4]. L'attacco degli Harvester risalente a 10 anni prima ha decimato gli abitanti di ogni pianeta e distrutto l'ordine socio-politico pre-esistente, lasciando un vuoto di potere che ha permesso alla Madre e i suoi accoliti di prendere il potere. Questo viene però esercitato tramite la magia e un regno del terrore mentre ogni forma di tecnologia viene bandita[4]. La Madre rappresenta il riemergere di un'epoca arcaica e che era stata dimenticata, lo sviluppo tecnologico aveva infatti sepolto nel mito le antiche conoscenze occulte[4]. Tra i suoi poteri risiede quello di convocare gli spiriti delle streghe defunte che compongono un cerchio esoterico denominato Coven, le entità che ne fanno parte sono chiamate "Madri" e a loro volta si rivolgono a Mother chiamandola "Figlia"[4]. Il Coven (o Congrega) può essere evocato in una segreta fortezza orbitante che si trova sopra il pianeta Mata[4]. Colei che adesso è la Madre e domina sul Cosmo conosciuto era in origine la più debole e bistrattata della Congrega, da piccola era difatti chiamata Weak Thing (o deboluccia)[3]. Non veniva neppure istruita alle arti arcane perché il suo potenziale era troppo scarso, tutte le attenzioni erano per la prescelta, quella con più doti, ovvero la sorella[3]. Quest'ultima riesce a risalire all'origine dei loro poteri magici, un'antica stanza segreta con gli antichi testi e costrutti magici molto potenti chiamati i Semi[3]. Commette però l'errore di sottovalutare la consanguinea (la Weak Thing) che però ha l'ardire ucciderla, trafiggendola alle spalle dopo che si era fatta condurre in quel luogo sacro e pregno di potere[3]. In quell'assassinio si trova l'origine di colei che diverrà la temutissima Madre[3].
- Mila: è una bambina di 10 anni figlia di Andy e Effy. Nasce sulla luna mineraria Dirishu-6, nell'anno successivo al Terzo attacco degli Harvester alla Federazione dei pianeti denominata UGC. I genitori si sono rifugiati su quella luna per fuggire alle conseguenze della vittoria dei Robot, sfruttati e perseguitati dai cittadini dell'UGC. Quando Mila ha 4 anni vengono individuati dai Vamps e sua madre viene uccisa da un vampiro. Andy porta in salvo Mila su Sampson dove la cresce isolata dal resto della società ormai involuta e soggiogata al governo della strega chiamata Madre. La bambina è affascinata dalle storie che riguardano l'epoca in cui si poteva viaggiare tra le Stelle con astronavi ed esistevano robot che vivevano con gli esseri umani. Dal padre impara presto a cacciare e badare a sé stessa ma non accetta l'isolamento.
- Telsa: ex-capitano del decimo squadrone dell'esercito dello United Galactic Council (UGC). Originaria del pianeta Nyrata è stata adottata dal Generale Nagoki di origini terrestri, in quanto abitante del Pianeta Sampson. Il padre è stato il comandante in capo dell'ultima offensiva dell'UGC contro Il Secondo Attacco dei Descender. Telsa ha assistito alla distruzione della sua nave e si è messa miracolosamente in salvo grazie al Dottor Quon. Tale evento l'ha traumatizzata e le ha tolto determinazione e voglia di combattere. La voglia per continuare a vivere le è stata data da Helda, soldato semplice che ha conosciuto su Nyrata, il pianeta dove si era inizialmente rifugiata dopo la disfatta contro i Descender e i robot ribelli. Dopo 4 di permanenza su Nyrata ogni sua speranza di rivedere la rinascita dell'UGC è stato l'arrivo su Nyrata di strane creature vampiresche (i Vamps) e i loro Draghi volanti. Da qui è fuggita con Helda su Sampson. Telsa, quando era Capitano, aveva il compito di studiare l'origine degli Harvester. Questa ricerca l'aveva portata a conoscere il Dottor Quon e i possibili segreti celati dietro il suo "codice macchina", alla base della creazione di Tim-21 e catalizzatore dei catastrofici eventi che avevano portato al ritorno degli Harvester. Durante quei travagliati giorni ha avuto modo di fare la conoscenza di Andy (padre di Mila), che era cresciuto con Tim-21, il quale lo considerava un fratello.

## Timeline di Ascender, dopo gli eventi del Secondo Attacco
Qui vi è la linea temporale degli eventi successivi alla storia narrata nella serie Descender quindi successivi a quello che viene ricordato come il Secondo Attacco dei Descender:
- 10 anni prima del Presente: vi è la ricomparsa degli Harvester e il ritorno dei loro creatori i Descender. Il loro obiettivo è portare in salvo i robot e punire gli abitanti dei pianeti dell'UGC per come hanno trattato le macchine senzienti. Gli stessi Descender sono essere totalmente sintetici ed altamente evoluti tecnologicamente. Viene chiamato il secondo attacco perché si pensa che il primo attacco sia quello avvenuto 10 anni prima (ovvero vent'anni prima del presente) ma in realtà si è persa memoria della prima furia distruttrice portata dai Descender 4.000 anni fa. Anche in quel caso dovuta all'utilizzo sbagliato della tecnologia appresa dagli stessi Descender, dai quali si era preso il codice macchina capace di creare macchine con una propria coscienza. Il Capitano Telsa vede l'annichilimento della Flotta comandata dal padre ma riesce a fuggire su Nyrata grazie all'intervento del Dottor Quon. Andy e Effy si mettono in salvo sulla remota luna mineraria (non più attiva) di Dirishu-6. Effy porta in grembo Mila che nasce e vive qui i primi anni di vita. L'ordine poilitico-sociale dell'UGC si dissolve, le grandi città vengono distrutte, l'esercito viene quasi totalmente annichilito e le gerarchie di comando dei pianeti della Federazione sono spazzate via. Si apre un periodo di anarchia e rapida involuzione tecnologica che lascia la strada verso un Nuovo Ordine.
- 8 anni prima del Presente: Telsa si trova su Nyrata dove aiuta la gestione di campi di accoglienza e di pronto soccorso per problemi sanitari. In questo contesto conosce la sua futura compagna Helda. Non vi sono quasi più contatti con gli altri pianeti o qualche reduce del Secondo Attacco. Si teme che tutto sia caduto nelle mani dei Descender, ma in realtà sono scomparsi e non hanno interesse a governare le macerie dell'UGC. Quello che è invece già cominciato sono gli attacchi di un nuovo tipo di minaccia, una sconosciuta stirpe di creature (denominati Vamps) che si nutrono di sangue sta prendendo il controllo sia dei Pianeti sia delle lune, e dei vari planetoidi. Si muovono su strani Draghi capaci di voli spaziali e non si affidano alla tecnologia, chi li comanda utilizza una magia antica e dimenticata.
- 6 anni prima del Presente: Una schiera di Vamps arriva sulla luna mineraria Dirishu-6 e attacca a sorpresa Andy, Effy e la figlia Mila. Il padre e Mila riescono a mettersi in salvo, ma Effy viene presa dai vampiri che, mordendola, la trasformano in una di loro. Andy e Mila la credono morta e fuggono su Sampson.
- Il Presente: sono passati 10 anni dall'evento apocalittico ricordato come il Secondo Attacco dei Descender. I robot sono stati portati via e la tecnologia dell'UGC è andata perduta o è stata distrutta da un Nuovo Ordine Planetario. I pianeti, lune e planetoidi che facevano parte della federazione sono ora controllati da un regime dittatoriale che vede al vertice una strega-vampiro conosciuta come la Madre. Il suo centro del potere si trova in una struttura orbitante intorno al pianeta acquatico Mata. Sfruttando il caos seguito alla caduta del vecchio ordine politico in seguito alla guerra contro le Macchine alleate del popolo sintetico Descender, la Madre ha preso il potere grazie all'uso di arti arcane di cui si era persa memoria. La popolazione sopravvissuta alla al Secondo Attacco ha sviluppato un profondo odio per i robot e la tecnologia dell'UGC è ritenuta responsabile in parte della catastrofe. Sfruttando il malcontento, la Madre ha potuto attuare una politica contro il sapere scientifico, il progresso tecnologico e ogni forma di sistema automatizzato. Ora per governare è necessaria la Magia, di cui solo lei è depositaria. Per mantenere l'ordine si avvale di un gruppo vampiri denominati Vamps, della Congrega delle Madri (composta dagli spiriti di streghe ormai morte), dalla Milizia (formata da volontari) e dai Salvati. Questi ultimi sono cittadini non combattenti, ma che hanno pronunciato un giuramento di eterna devozione al volere della Madre. Tutti gli altri abitanti dell'UGC sono privi di diritti, non possono partecipare ai commerci e su di loro i Vamps e la Milizia hanno potere di vita e di morte. Nonostante questo alcuni soldati appartenenti all'esercito dell'Unione del Concilio Galattico si sono organizzati formando una piccola ma tenace forma di resistenza armata. Sono l'unica speranza in una società ormai dominata dall'oscurantismo e dall'autoritarismo.

## Accoglienza
Il primo numero della serie debutta all'83º posto della classifica degli albi più venduti ad aprile 2019 secondo i dati diffusi dal distributore unico del Mercato Diretto ovvero il Diamond Comic Distributors (con riferimento al Nord America). Le copie vendute sono 23950. Si tratta del terzo comic book più venduto dalla Image Comics nel mese di aprile, preceduto solamente da due serie storiche della casa editrice quali The Walking Dead di Robert Kirkman e Spawn di Todd McFarlane. Per quanto riguarda il fumetto indipendente è al quarto posto in quanto la serie dedicata a Buffy the Vampire Slayer (dei Boom!Studios) la supera di qualche centinaio di copie. Tutto il resto del mercato è fortemente dominato dalle Big-Two (Marvel e DC) che monopolizzano i 100 best seller del fumetto statunitense. La Marvel Comics domina in assoluto aggiudicandosi (nel mese di aprile 2019) oltre il 50% del mercato, se si calcola in base al numero di copie preordinate dai comic shop e librerie. Nonostante questo Ascender riesce a superare alcuni titoli storici della Marvel quali X-Force (n. 6), Punisher (n. 10) e Black Panther (n. 11), quest'ultimi molto conosciuti a livello mediatico grazie ad adattamenti cinematografici e (per il Punitore) una serie televisiva sulla piattaforma streaming Netflix.

## Premi e riconoscimenti
- Agli Eisner Award del 2020 (assegnati a luglio), Ascender ottiene una nomination tra le "Best Limited-Series" (o miglior miniserie dell'anno)[6]. Le serie nominate (uscite nel 2019) sono 5 e il premio se lo aggiudica Little Bird (Image Comics), realizzato da Darcy Van Poelgeest e Ian Bertram[6]. Jeff Lemire è l'unico autore che ottiene due nomination in questa categoria in quanto è stata nominata anche Sentient di cui realizza i testi con i disegni di Gabriel Walta, pubblicata dalla TKO[6]. Le altre 2 candidature come miglior serie limitata sono Ghost Tree di Bobby Curnow e Simon Gane (IDW Publishing), Naomi di Brian Michael Bendis, David Walker e Jamal Campbell (per l'imprint Wonder Comics della DC Comics)[6]. Da notare che Ascender, inizialmente annunciata come limited-series di 10 albi, è poi diventata una serie regolare che, nel corso del 2020, è proseguita oltre il numero 10.